# Newark (Illinois)
Newark és una població dels Estats Units a l'estat d'Illinois. Segons el cens del 2000 tenia 887 habitants.

## Demografia
Segons el cens del 2000, Newark tenia 887 habitants, 316 habitatges, i 242 famílies. La densitat de població era de 303,1 habitants/km².
Dels 316 habitatges en un 39,9% hi vivien nens de menys de 18 anys, en un 64,9% hi vivien parelles casades, en un 7,9% dones solteres, i en un 23,4% no eren unitats familiars. En el 21,2% dels habitatges hi vivien persones soles el 12,7% de les quals corresponia a persones de 65 anys o més que vivien soles. El nombre mitjà de persones vivint en cada habitatge era de 2,81 i el nombre mitjà de persones que vivien en cada família era de 3,3.
Per edats la població es repartia de la següent manera: un 27,4% tenia menys de 18 anys, un 11% entre 18 i 24, un 26,6% entre 25 i 44, un 22,8% de 45 a 60 i un 12,2% 65 anys o més.
L'edat mediana era de 35 anys. Per cada 100 dones de 18 o més anys hi havia 95,7 homes.
La renda mediana per habitatge era de 59.904 $ i la renda mediana per família de 62.583 $. Els homes tenien una renda mediana de 45.333 $ mentre que les dones 27.153 $. La renda per capita de la població era de 22.078 $. Aproximadament el 2,7% de les famílies i el 3,7% de la població estaven per davall del llindar de pobresa.

## Poblacions més properes
El següent diagrama mostra les poblacions més properes.